# River City Relay
Als River City Relay (deutsch River City Staffel) wird ein Spielzug im Spiel zwischen den Jacksonville Jaguars und den New Orleans Saints am 21. Dezember 2003 bezeichnet, welches von den Jaguars mit 20:19 gewonnen wurde, nachdem der Kicker der Saints den Point after Touchdown verschoss.

## Hintergrund
Die Saints gingen mit einer Bilanz von 7 Siegen und 7 Niederlagen in dieses Spiel und brauchten einen Sieg um noch Chancen auf einen Playoff-Platz zu haben. Ihr Kicker John Carney galt als einer der besten Kicker der damaligen Zeit. Er hatte zuvor vier Jahre lang alle Extrapunkte erzielen können und zuletzt schoss er 1993 einen Extrapunkt daneben.
Im ersten Spielzug des Spiels kamen die Jaguars bis an die 29-Yard-Linie der Saints, dann warf jedoch Quarterback Byron Leftwich eine Interception, womit die Saints den Ball bekamen. Diese schlossen ihre Angriffsserie mit einem Field Goal ab, wodurch die Saints mit 3:0 führten. Kurz nach Beginn des zweiten Viertels glichen die Jaguars mit einem Field Goal aus. Nachdem der darauffolgende Drive der Saints mit einem Turnover on Downs endete, nutzten die Jaguars ihre Chance und gingen nach einem Touchdown mit 10:3 in Führung. Auch den darauffolgenden Drive konnten die Saints nicht nutzen, weswegen sie punteten. Die Jaguars begannen ihren Angriff an der eigenen 9-Yard-Linie, doch bereits der erste Spielzug wurde intercepted. Die Saints mussten nur 8 Yards erspielen um einen Touchdown zu erzielen und nach erfolgreichem Extrapunkt durch Carney stand es 10:10. 25 Sekunden vor der Halbzeitpause gingen die Jaguars mit einem Touchdown noch in Führung. Nach einem Punt der Saints und einem Turnover on Downs der Jaguars hatten die Saints im dritten Viertel erneut den Ball, konnten aber nur ein Field Goal erzielen, wodurch es 17:13 für die Jaguars stand. Bereits im folgenden Drive erhöhten die Jaguars jedoch wieder auf 20:13. Kurz nach dem Beginn des vierten Viertels fumblete der Runningback der Saints jedoch, wodurch die Jaguars in Ballbesitz kamen. Die Jaguars kamen bis an die 3-Yard-Linie der Saints, von wo sie ein Field Goal schießen wollten, der jedoch geblockt wurde. Nachdem beide Mannschaften den Ball je einmal punteten, bekamen 4 Minuten vor dem Ende die Saints den Ball. Sie kamen bis an die 9-Yard-Linie der Jaguars, mussten dort jedoch ein Turnover on Downs hinnehmen. Bei 2:07 Minuten übernahmen die Jaguars den Ball, mussten jedoch bei 17 Sekunden verbliebener Restspielzeit punten. Nach dem Return waren noch 11 Sekunden auf der Uhr und die Saints an ihrer eigenen 25-Yard-Linie. Der erste geworfene Pass wurde nicht gefangen.

## Der Spielzug
Mit nur noch sieben Sekunden verbliebener Spielzeit und einem Spielstand von 13:20 mussten die Saints 75 Yards überwinden, um einen Touchdown zu erzielen. Die Saints stellten sich in Shotgun-Formation auf und sagten den Spielzug All Go Special an. Nach dem Snap passte Quarterback Aaron Brooks nach rechts zu Wide Receiver Donté Stallworth, der den Ball in der Nähe der Mittellinie fing und mehrere Tackles durchbrach, aber an der 33-Yard-Linie der Jaguars gestoppt wurde, worauf er einen Lateralpass zu Wide Receiver Michael Lewis warf. Lewis konnte einen Raumgewinn von 7 Yards erzielen, bevor auch er einen Lateralpass warf, welcher von Runningback Deuce McAllister gefangen wurde. Nachdem McAllister an die 21-Yard-Linie der Jaguars gekommen war, warf er einen Lateralpass auf Wide Receiver Jerome Pathon, der ihn bis in die Endzone trug. Nachdem das Schiedsrichtergespann um Gerald Austin den Spielzug einer Videoüberprüfung unterzog, gaben sie den Touchdown, womit es 19:20 gegen die Saints stand. Da keine Spielzeit mehr vorhanden war, würde ein erfolgreicher Point after Touchdown das Spiel in die Overtime bringen. Nachdem Long Snapper Kevin Houser den Ball zum Holder Mitch Berger snappte, schoss Kicker Carney den Ball, der jedoch rechts an den Torstangen vorbeiflog, womit der Extrapunkt nicht erfolgreich war. Die Jaguars gewannen so das Spiel.

NOOOOO!!! He missed the extra point wide right!...oh my God, how could he do that?!

„NEINNN!!! Er hat den Extrapunkt verschossen, weit rechts! Ach du lieber Gott, wie konnte er das tun?!“

## Schiedsrichter
Hauptschiedsrichter des Spiels war Gerald Austin. Er wurde unterstützt vom Umpire Roy Ellison, Head Linesman John Schleyer, Line Judge Carl Johnson, Field Judge Scott Edwards, Back Judge Jim Howey und dem Side Judge Rick Patterson.

## Folgen
Nach diesem Spiel schieden die Saints aus dem Kampf um die Playoff-Teilnahme aus, was sie jedoch auch getan hätten, wenn sie das Spiel in der Overtime gewonnen hätten, da die Konkurrenzteams gewonnen hatten.
Der River City Relay wurde 2004 mit dem Best Play ESPY Award bedacht, welcher das beste sportliche Ereignis des Vorjahres auszeichnet. Im Ranking der glücklichsten Spielzüge der National Football League durch ESPN wurde der Spielzug auf Platz 5 gewählt.